# Tomasz Wróblewski

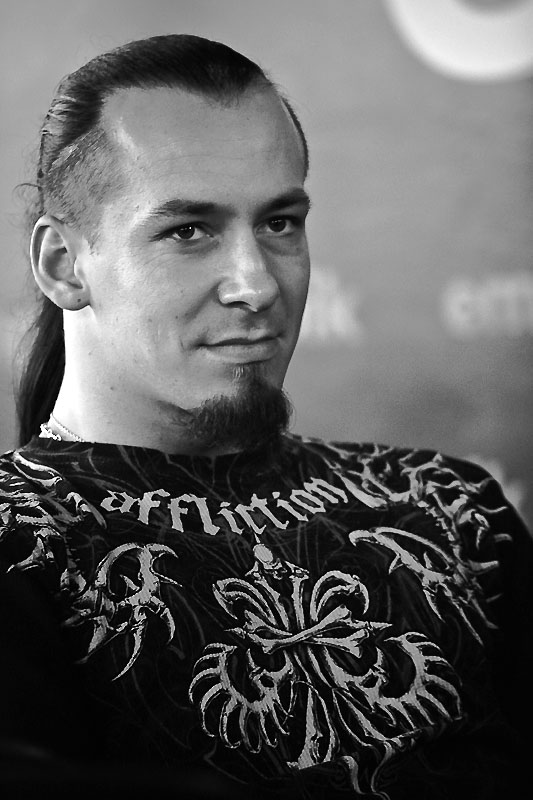
Tomasz Wróblewski

Tomasz Wróblewski (Warschau, 2 juni 1980), artiestennaam Orion, is een Poolse heavymetalmuzikant.
Wróblewski is vooral bekend geworden als bassist van Behemoth, maar hij is ook zanger en gitarist van de band Vesania, die hij zelf heeft opgericht.
- MusicBrainz: d105743c-04cd-4c37-835c-3c004497c766
- Nationale Bibliotheek van Polen: a0000002962850
- Virtual International Authority File: 313026378